# Sabolotiw
Sabolotiw (ukrainisch Заболотів; russisch Заболотов Sabolotow, polnisch Zabłotów, deutsch selten Zablotow) ist eine Siedlung städtischen Typs der Oblast Iwano-Frankiwsk in der West-Ukraine. Die Siedlung liegt am Oberlauf des Pruth am Fuß der Karpaten, am östlichen Rande des Gebiets das Teil der historischen Landschaft Galizien ist.

## Geschichte

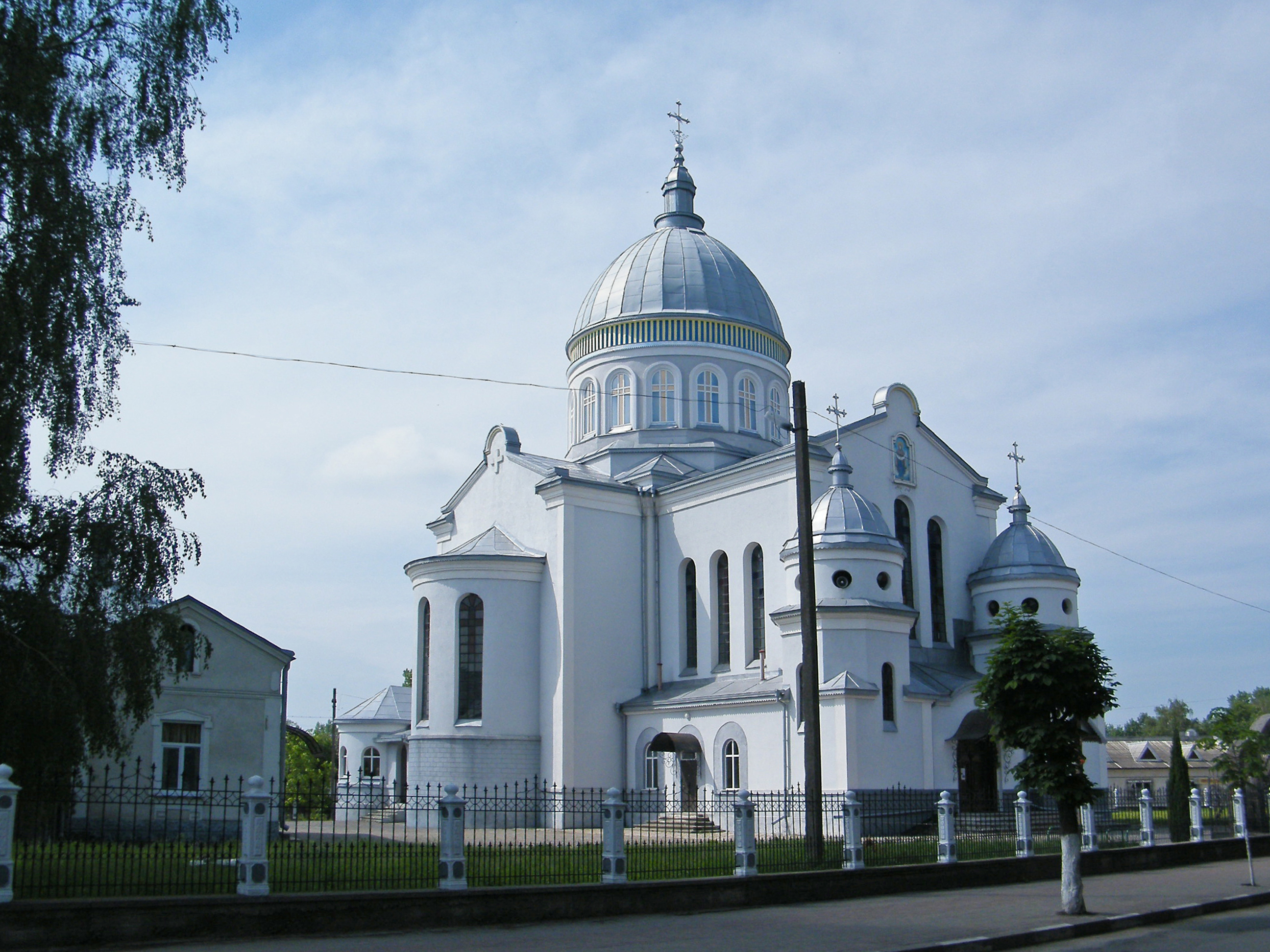
Kirche im Ort

1455 wurde die in der Woiwodschaft Ruthenien des Königreichs Polen gelegene Ortschaft erstmals urkundlich erwähnt. Nach der polnischen Teilung von 1772 kam das Gebiet als Teil Galiziens an die Habsburgermonarchie. Zwischen 1854 und 1867 war der Ort Sitz einer Bezirkshauptmannschaft, danach bis 1918 der Sitz eines Bezirksgerichts des Bezirks Śniatyn. 1790 wurde die jüdische Gemeinde (Schtetl) gegründet. 1903 kam es zu einem Pogrom gegen die chassidische Gemeinde, bei dem 40 jüdische Bewohner teils schwer verletzt wurden. Das Pogrom ging fast ausschließlich von der ruthenischen (ukrainischen) Landbevölkerung aus, die den Juden ihre Loyalität zu den in Galizien dominierenden Polen vorwarfen. 1910 lebten in Zablotow 2171 Juden und 2587 Andere, mehrheitlich Ruthenen.
Manès Sperber schildert seinen Geburtsort, sein Schtetl in seiner Autobiografie:

„Zablotow – schon der Name ist unangenehm: Er spielt auf den lehmigen Boden, auf die ungepflasterten Straßen an, in denen man zu versinken drohte, sobald die unaufhörlichen Herbstregen sie aufgeweicht hatten. ... Habe ich von der Armseligkeit des Städtels gesprochen? Das Wort ist irreführend, weil durchaus unzureichend. Sich kaum jemals wirklich sattzuessen war das Schicksal der meisten, ... Wie viele auch hungerten, niemand verhungerte. ... Überdies mieden sie [die Juden] möglichst die Dörfer [der Ukrainer], weil sie mit Recht fürchteten, dort der Feindseligkeit zu begegnen. Dennoch waren die Städtchen keine Ghettos, sondern wesensmäßig ebenso wie definitionsgemäß das Gegenteil. Ein Städtel war nicht das Anhängsel einer christlichen Gemeinde innerhalb der Bannmeile, nicht ein diskriminierter Fremdkörper innerhalb einer höheren Zivilisation, sondern im Gegenteil, eine scharf profilierte in ihren Grundlagen gefestigte autonome Gemeinschaft mit einer eigenartigen Kultur – dies inmitten von Armut und Hässlichkeit, und eingekreist von Feinden des jüdischen Glaubens. Das Städtel war ein Zentrum, von dem aus gesehen die slawischen Dörfer periphere Agglomerationen waren, deren Einwohner, zumeist Analphabeten, zum Geistigen kaum eine Beziehung hatten.“

Im Ersten Weltkrieg war Sabolotiw zwischen den österreichisch-ungarischen Truppen, die Sabolotiw zweimal zeitweilig räumen mussten, unter anderem Anfang Juli 1916, und russischen Truppen hart umkämpft und wurde dabei teilweise zerstört. Schließlich behielten die Österreicher die Oberhand.
Nach dem Zerfall Österreich-Ungarns wurde Sabolotiw 1920 polnisch. 1939 wurde das Gebiet aufgrund des Hitler-Stalin-Paktes von der Sowjetunion besetzt.
Im Zweiten Weltkrieg wurde Sabolotiw 1941 durch die Wehrmacht erobert. Die jüdische Bevölkerung, die nicht rechtzeitig fliehen konnte, wurde im Holocaust ermordet. Der Massenmord in Sabolotiw begann im April 1942 durch Einheiten der Sicherheitspolizei (SiPo) unter Leitung des SS-Obersturmführers Peter Leideritz (1911–1949), dem Chef der SiPo-Außenstelle in Kolomea. Eine weitere „Juden-Aktion“ in Sabolotiw folgte im September 1942 durch das Reserve-Polizeibataillon 133.

## Verwaltungsgliederung
Am 24. Juli 2017 wurde die Siedlung zum Zentrum der neugegründeten Siedlungsgemeinde Sabolotiw (Заболотівська селищна громада Sabolotiwska selyschtschna hromada). Zu dieser zählten auch noch die 11 in der untenstehenden Tabelle aufgelisteten Dörfer, bis dahin bildete sie die gleichnamige Siedlungratsgemeinde Sabolotiw (Заболотівська селищна рада/Sabolotiwska selyschtschna rada) im Westen des Rajons Snjatyn.
Am 12. Juni 2020 kamen noch die Dörfer Balynzi, Borschtschiw, Borschtschiwska Turka, Butschaki, Chlibytschyn, Kelychiw, Tulukiw und Trofaniwka zum Gemeindegebiet.
Am 17. Juli 2020 wurde der Ort Teil des Rajons Kolomyja.
Folgende Orte sind neben dem Hauptort Sabolotiw Teil der Gemeinde:
| Name                     | Name             | Name                                       | Name               | Name |
| ukrainisch transkribiert | ukrainisch       | russisch                                   | polnisch           |      |
| ------------------------ | ---------------- | ------------------------------------------ | ------------------ | ---- |
| Balynzi                  | Балинці          | Балинцы (Balinzy)                          | Balińce            |      |
| Borschtschiw             | Борщів           | Борщов (Borschtschow)                      | Borszczów          |      |
| Borschtschiwska Turka    | Борщівська Турка | Борщовская Турка (Borschtschowskaja Turka) | Turka Borszczówska |      |
| Butschaki                | Бучачки          | Бучачки (Butschatschki)                    | Buczaczki          |      |
| Chlibytschyn             | Хлібичин         | Хлебычин (Chlebytschin)                    | Chlebiczyn Polny   |      |
| Hankiwzi                 | Ганьківці        | Ганьковцы (Gankowzy)                       | Hańkowce           |      |
| Illinzi                  | Іллінці          | Ильинцы (Iljinzy)                          | Ilińce             |      |
| Kelychiw                 | Келихів          | Келихов (Kelichow)                         | Kielichów          |      |
| Ljubkiwzi                | Любківці         | Любковцы (Ljubkowzy)                       | Lubkowce           |      |
| Oleschkiw                | Олешків          | Олешков (Oleschkow)                        | Oleszków           |      |
| Roschnewi Polja          | Рожневі Поля     | Рожневые Поля (Roschnewyje Polja)          | -                  |      |
| Rudnyky                  | Рудники          | Рудники (Rudniki)                          | Rudniki            |      |
| Schewtschenkowe          | Шевченкове       | Шевченково (Schewtschenkowo)               | Albinówka          |      |
| Sibraniwka               | Зібранівка       | Зибрановка (Sibranowka)                    | Zebranówka         |      |
| Trofaniwka               | Трофанівка       | Трофановка (Trofanowka)                    | Trofanówka         |      |
| Trojizja                 | Троїця           | Троица (Troiza)                            | Trójca             |      |
| Trostjanez               | Тростянець       | Тростянец                                  | Trościaniec        |      |
| Tulukiw                  | Тулуків          | Тулуков (Tulukow)                          | Tułuków            |      |
| Wyschniwka               | Вишнівка         | Вишневка (Wischnewka)                      | Wiszniówka         |      |

## Wirtschaft
In Sabolotiw gibt es in erster Linie tabak- und lebensmittelverarbeitende Betriebe. Etwa 400 Personen, also fast ein Zehntel der gesamten Einwohner, arbeiten im Ausland.

## Persönlichkeiten
- Otton Marcin Nikodým (1887–1974), polnischer Mathematiker
- Manès Sperber (1905–1984), Schriftsteller
- Milo Sperber (1911–1992), Schauspieler